# Bratříkovice
Bratříkovice är en ort i Tjeckien. Den ligger i den östra delen av landet, 230 km öster om huvudstaden Prag. Bratříkovice ligger 415 meter över havet och antalet invånare är 159.
Terrängen runt Bratříkovice är platt åt nordost, men åt sydväst är den kuperad. Terrängen runt Bratříkovice sluttar österut. Runt Bratříkovice är det ganska glesbefolkat, med 43 invånare per kvadratkilometer. Närmaste större samhälle är Opava, 15,4 km öster om Bratříkovice. Omgivningarna runt Bratříkovice är en mosaik av jordbruksmark och naturlig växtlighet.